# Fat Larry's Band
Fat Larry's Band foi uma banda de R&B/funk da Filadélfia, Pensilvânia, que teve algum sucesso comercial no início da década de 1980.

## Carreira
Formada pelo baterista e vocalista "Fat" Larry James (2 de agosto de 1949 - 5 de dezembro de 1987), em 1977, os membros da banda incluíam o trompetista/flautista Art Capehart, o saxofonista Doug Jones, o trombonista/saxofonista Jimmy Lee, o guitarrista Ted Cohen, o percussionista e vocalista Darryl Grant, o baixista Larry La Bes e o tecladista Erskine Williams.
Os maiores hits da banda foram "Act Like You Know" de 1982 (que mais tarde apareceu na trilha sonora de Grand Theft Auto: Vice City) e "Zoom", que chegou ao número dois no UK Singles Chart, em outubro de 1982. Eles tinham outros três hits no Reino Unido: "Center City", "Boogie Town" e "Looking for Love Tonight".
James também também tocou com as bandas The Delfonics e Blue Magic, e também gerenciou o grupo Slick.
James morreu com 38 anos de um infarto do coração em 5 de dezembro de 1987, e a banda acabou.

## Discografia

### Álbuns
| Ano  | Nome do ábum                            | Referência |
| ---- | --------------------------------------- | ---------- |
| 1977 | Feel It                                 | [ 2 ]      |
| 1978 | Off the Wall                            | [ 2 ]      |
| 1979 | Lookin' for Love                        | [ 2 ]      |
| 1980 | Stand Up                                | [ 2 ]      |
| 1982 | Breakin' Out - UK #58                   | [ 2 ]      |
| 1983 | Tune Me Up                              | [ 2 ]      |
| 1983 | Straight from the Heart                 | [ 2 ]      |
| 1986 | Nice                                    | [ 2 ]      |
| 1994 | The Best of Fat Larry's Band            | [ 2 ]      |
| 1995 | Fat Larry's Band - Greatest Hits        | [ 2 ]      |
| 1999 | I Like Eating Chocolate - Greatest Hits | [ 2 ]      |

### Singles
| Ano  | Nome do single                             | Posição                      | Referência |
| ---- | ------------------------------------------ | ---------------------------- | ---------- |
| 1976 | "Center City"                              | #31 UK                       | [ 2 ]      |
| 1976 | "Fascination"                              | #39 U.S. Dance               | [ 2 ]      |
| 1977 | "Peaceful Journey"                         | #94 U.S. R&B                 | [ 2 ]      |
| 1979 | "Boogie Town"                              | #43 R&B                      | [ 2 ]      |
| 1979 | "Here Comes the Sun"                       | #44 U.S. R&B, #39 U.S. Dance | [ 2 ]      |
| 1979 | "Lookin' for Love"                         | #47 U.S. R&B                 | [ 2 ]      |
| 1979 | "Lookin' for Love Tonight"                 | #46 UK                       | [ 2 ]      |
| 1980 | "Can't Keep My Hands to Myself"            |                              | [ 2 ]      |
| 1980 | "How Good Is Love"                         | #78 U.S. R&B                 | [ 2 ]      |
| 1982 | "Act Like You Know"                        | #67 U.S. R&B, #24 U.S. Dance | [ 2 ]      |
| 1982 | "Be My Lady"                               |                              | [ 2 ]      |
| 1982 | "Traffic Stopper"                          |                              | [ 2 ]      |
| 1982 | "Zoom"                                     | #2 UK, #89 U.S. R&B          | [ 2 ]      |
| 1983 | "Stubborn Kind of Fellow"                  | #83 UK                       | [ 2 ]      |
| 1983 | "Straight from the Heart"                  | #88 UK                       | [ 2 ]      |
| 1983 | "Don't Let It Go to Your Head"             | #93 UK                       | [ 2 ]      |
| 1986 | "Nice"                                     |                              | [ 2 ]      |
| 1986 | "Sunrise Sunset"                           |                              | [ 2 ]      |
| 1986 | "Teach Me (There Is Something About Love)" |                              | [ 2 ]      |